# Mitsuba Corporation
La MITSUBA Corporation (株式会社ミツバ, Kabushiki-gaisha MITSUBA) o, simplement, MITSUBA, és una empresa japonesa fundada l'any 1946 a Kiryū, prefectura de Gunma, al Japó. Fabrica de peces d'automòbils, incloent components elèctrics per a sistemes de calefacció, per a sistemes de neteja del parabrisa, miralls retrovisors, motors de finestres elèctriques, motors de corrent altern, bombes de combustible i reguladors de pressió, entre d'altres.
La Mitsuba és llistada en la Borsa de Tòquio, i des de març de 2014, disposa de 47 empreses. L'empresa va participar en el desenvolupament del projecte Tokai Challenger, un cotxe solar construït per la Universitat Tokai. Mitsuba va fabricar el motor d'accionament directe DC per corrent continu sense corretja.